# Batman Beyond: Return of the Joker
Batman Beyond: Return of the Joker (Batman del futuro: El Regreso del Joker en España y Batman del futuro: El Regreso del Guasón en Hispanoamérica) es una película animada directa a video protagonizada por el superhéroe de cómic Batman y su archienemigo, el Joker. Esta película se sitúa dentro del universo de la serie animada Batman del futuro, donde Bruce Wayne se ha retirado y le ha entregado la responsabilidad de Batman a un muchacho llamado Terry McGinnis.
Como en la serie animada Batman Beyond, Will Friedle y Kevin Conroy hacen las voces de Terry McGinnis y Bruce Wayne, respectivamente. Mark Hamill, quien hizo la voz del Joker en Batman: La serie animada, regresa para hacer la voz del Joker en esta película.
Antes de su lanzamiento esta película fue editada, cortando alrededor de cuatro minutos a través de la remoción de escenas de violencia extrema y de algunos diálogos, como resultado de la masacre del instituto Columbine. La versión original fue luego lanzada en DVD, recibiendo una clasificación PG-13 de la MPAA por violencia. Esta clasificación no es muy común dentro de las películas animadas americanas.
Dentro de la banda sonora de esta película se destaca la participación de Mephisto Odyssey y Static-X, quienes aportaron con el tema «Crash (The Humble Brothers Remix)». El vídeo de este tema además está incluido en ambas versiones lanzadas en DVD.

## Argumento
En Neo-Gotham City, el Joker reaparece misteriosamente después de haber desaparecido 40 años antes. Bruce, que sabe la verdadera razón de la ausencia del villano, está seguro de por qué no puede ser la misma persona; por ello él y Terry McGinnis pretenden descubrir el misterio y quién es en realidad y qué intenciones tiene. Con el paso de la película, se empieza a revelar no solo lo que en realidad le ocurrió al Joker, sino también lo que le ha ocurrido a personajes que tienen relación con Batman (ausentes de Batman del Futuro), como el excompañero de Batman Tim Drake.
El Joker del futuro tomó control de una de las bandas de Jokerz, un grupo que hace devoción a la imagen del villano, degradando al líder de la banda, Bonks disparándole con el banderín de su arma matándolo (en la versión editada solo le lanza el gas de la risa sin matarlo) y donde se revela que el Joker es el que les da las órdenes al grupo de robar objetos de alta tecnología. Esa noche en Wayne Enterprises se celebraba el regreso a la dirección de la compañía a manos de su dueño (Bruce) pero el evento es interrumpido por los Jokerz, por lo que Bruce le ordena a Terry ir a cambiarse sin que nadie lo vea. Mientras tanto, Bruce decide enfrentarse a las Deedees, pero rápidamente es derribado en el suelo del escenario, solo para momentos después observar con sorpresa a la mente maestra de todo este asunto, su antiguo nemesis el Joker, para terror de Bruce. Pero justo en ese momento, Batman se aparece en escena para detenerlo, pero lamentablemente el payaso y sus subordinados escapan de la escena, pero antes de irse el Joker hace estallar parte del balcón, causando que dos personas de la reunión caigan hacia el vacío, forzando a Batman a ir a rescatar a estas personas y dejar escapar a los villanos por el momento. Mientras conducen por la autopista en dirección a la mansión, Terry se disculpa con Bruce por dejar escapar al villano por ir a salvar a las personas que se habían caído, pero Bruce le responde que no tiene por que sentirse mal por eso, ya que según su punto de vista hizo lo correcto al rescatarlas, ante esto Terry le pregunta a Bruce si hay alguna teoría de como el Joker reapareció, entre ellas destaca si se trata de un clon, o si es un robot del mismo o si en última instancia este terminó cayendo en alguna especie de animación suspendida por estar en un bloque de hielo, pero Bruce se limita a no responder la pregunta. Al regresar a la mansión, Bruce decide entrar a la Batcueva y usar la computadora para investigar esta misteriosa aparición del Joker, durante su investigación este opta por realizar un análisis de voz de su antiguo némesis, utilizando una vieja grabación que tenía guardada de sus años como Batman y la analiza con la grabación de su reciente aparición en el evento de gala de Empresas Wayne, sin embargo y para su sorpresa las pruebas indican que el análisis de la voz del villano es idéntica, pero esto último no parece convencer del todo a Bruce, ya que sigue dudando que esto sea posible. Poco después, Terry se aparece y le cuestiona a Bruce sobre que había oído que el Batman original tenía grandes enemigos pero nunca le habló sobre el Joker, pero Bruce por su parte le menciona que para él, esto no era un concurso de popularidad, ya que este lo describía como un psícópata y un monstruo. En eso, Terry le pregunta cómo pudo sobrevivir todos estos años sin atacar, pero Bruce le dice que no es el mismo sujeto, ya que el verdadero murió hace unos años y que él estuvo ahí y por consiguiente sabe lo que realmente pasó, pero no se lo informa a Terry. Justo en ese momento, Bruce se queda muy preocupado porque teme que el Joker trate de hacerle a Terry lo mismo que le hizo a Tim Drake y rápidamente lo despide y le pide de regreso el traje de Batman. Esa noche, mientras Terry estaba bailando con su novia Dana en un club nocturno, es atacado por los Jokerz al mismo tiempo que el Joker ataca a Bruce en la Batcueva mientras desarrollaba una antitoxina contra el Joker. Una vez derrotados los Jokerz, Dana, quien había resultado herida en el ataque, es llevada al hospital. Terry a bordo de su moto contacta a Bruce, pero misteriosamente solo responde la grabadora. En ese instante Terry deduce que algo anda mal y decide ir a la Mansión Wayne. Cuando llega Terry a la mansión descubre que está en completo desorden y el perro de Bruce, Ace inconsciente en el suelo. Cuando entra a la Baticueva encuentra todo en completo desastre y a Bruce intoxicado con el gas de la risa del Joker. Afortunadamente, Bruce había desarrollado un antídoto y le comenta a Terry que está debajo de la mesa, mientras estaba bajo los efectos del gas. Sin perder tiempo, Terry busca debajo de la mesa y encuentra el frasco y rápidamente le inyecta el antídoto. Mientras Bruce se recupera exitosamente gracias al antídoto que creó y al mismo tiempo Ace también se recupera, por otro lado Barbara Gordon finalmente accede a contarle a Terry toda la verdad sobre lo que ocurrió en realidad con el príncipe payaso del crimen, algo que en su momento Bruce se negaba a contarle por temor.
El flashback comienza en el pasado, ambientado 40 años atrás, se nos muestra como una noche Tim Drake (quien en ese entonces era el tercer Robin) andaba solo por Gotham City cuando encontró a una mujer en problemas y por tratar de ayudar a dicha mujer, esta última lo golpea sorpresivamente por la espalda con un martillo gigante y deja inconsciente a Tim en el suelo, revelando que la chica en peligro era en realidad Harley Quinn, quien junto al Joker lo secuestran. Mientras tanto Batman y Batgirl rápidamente se dieron cuenta de que Tim no aparecía por ninguna parte y pasaron tres noches seguidas buscándolo y presionando a cada contacto del bajo mundo sin tener ninguna respuesta de su paradero. Sin embargo una noche, mientras continúan la búsqueda recibieron una invitación en una caja sorpresa gigante, la cual momentos después explota con una granada oculta, pero aun con todo esto la explosión les deja una pista importante: una camisa de fuerza e inmediatamente deducen quién es el responsable de su desaparición. La pareja descubre que el responsable de la desaparición de Tim era el Joker y la camisa de fuerza les indicaba que se ocultaba junto a Harley Quinn en las ruinas del Asilo Arkham, ya que el asilo mismo fue trasladado un nuevo complejo más seguro, dejando el antiguo edificio apenas en demolición y en ruinas; una vez llegan al lugar Batman y Batgirl deciden separarse, Batman rápidamente se encuentra con Harley y el Joker, donde inmediatamente Batman les pregunta en donde esta Robin, pero el Joker y Harley le dicen que no lo han visto, pero en ese instante Harley les menciona si se refería a su pequeño J. y el Joker le muestra en donde esta, sin embargo Harley aprovecha la oportunidad que Batman no la esta observando y rápidamente saca una bazuca oculta y atrapa a Batman, envolviéndolo con una cinta de regalos gigante, por otro lado Batgirl trata de intervenir para liberarlo, pero Batman le menciona que aguarde un momento y se mantenga oculta donde esta. En ese momento el Joker comienza a contarle a Batman que han hecho muchas cosas durante tantos años y se dan cuenta de que los dos ya están envejeciendo, por lo que al Joker y Harley se les ocurrió crear una familia, sin embargo como no podían adoptar legalmente un hijo, así que en su defecto decidieron secuestrar a Robin y torturarlo hasta dejarlo loco, para adoptarlo como su hijo «J.J.» y Batman rápidamente se libera de sus ataduras y trata de atrapar al Joker en represalias, persiguiéndolo alrededor de las ruinas del Asilo Arkham. Por otro lado, Batgirl entra en acción y ataca a Harley, lanzándola contra unas cajas de madera que estaban cerca para apartarla de Tim, donde rápidamente Barbara trata de hacerlo entrar en razón, pero Tim debido a su locura, ni siquiera la escucha y justo entonces Harley golpea a Batgirl para separarla del chico y rápidamente Harley le pide a Tim que le traiga su bazuca, pero en ese instante Batgirl se levanta y continua su pelea con Harley, hasta que ambas llegan a una zona donde se encuentra un precipicio, donde rápidamente Batgirl le cuestiona a Harley sobre como pudo permitir que el Joker le hiciera eso a Robin, sin embargo esta le menciona que el Príncipe Payaso del Crimen tal vez fue un poco brusco con el chico y le promete que ella lo arreglara, pero Batgirl no le cree ni una sola palabra, pero justo cuando Harley se preparaba a lanzarle a Batgirl una roca por la espalda, Tim se aparece en la escena cargando la bazuca de Harley y rápidamente se la lanza a esta última y comienza a dispararle a Batgirl con plena intención de arrojarla por el precipicio del Asilo, pero en medio del combate Harley pierde el control de la bazuca la cual les lanza un disparo de forma accidental a las dos, haciendo que tanto Harley y Batgirl caigan hacia el vacío y queden ambas colgadas y a punto de caer en el empinado acantilado. Por su parte, Batgirl tratar de ayudar a Harley a subir, pero desafortunadamente la ropa de esta última se rompe y Harley termina cayendo hacia el vacío, resultando en su aparente muerte, por lo que sin más remedio Batgirl da por concluida su batalla y sube la saliente donde esta colgada y se dispone a apoyar a Batman en la captura del Joker. Por otro lado, el Joker le muestra a Batman una película sobre cómo él torturó a Robin (solo en la versión original se muestra la película de cómo lo torturó, mientras que en la versión editada solo se ve el reflejo). Durante la tortura, Robin le revela al Joker todos los secretos de Batman (incluyendo su identidad secreta). Un Batman ahora destruido emocionalmente, decide tomar el asunto como algo personal y decide esta vez matar al Joker. Es entonces cuando Batman está a punto de acabarlo el Joker lo apuñala y lo tira al suelo (en la versión editada no se ve el cuchillo ni la sangre). Poco después el Joker se acerca al murciélago tendido en el suelo y le comenta a Batman que lo ha perdido todo y que además Robín ahora le pertenece a él y que lo último que escuchara de ambos será sus respectivas risas malvadas, posteriormente el Joker le lanza la pistola a Tim y le ordena que ejecute a Batman. Sin embargo, Tim en lugar de apuntarle a Batman con el arma, acaba por dispararle al Joker en su lugar, quien en plena agonía menciona en sus últimas palabras: "Eso no es divertido" y finalmente muere en el acto (en la versión editada Tim se ríe histéricamente y en última instancia decide arrojar la pistola a un lado y acaba lanzándose sobre el Joker, donde ambos empiezan a forcejear uno al otro, hasta que Tim acaba empujando al Joker hasta un generador de electricidad, donde luego el Príncipe Payaso del Crimen se queda enredado en una serie de cables eléctricos, pero justo cuando el Joker intenta tomar represalias, este último se resbala con el agua en el suelo y activa accidentalmente la palanca de la electricidad del generador y termina muriendo electrocutado). Tras matarlo, Tim se arrodilla en el suelo y empieza a llorar traumatizado por lo que hizo, donde momentos después Batgirl se le acerca al joven Tim y trata de consolarlo y tranquilizarlo de esta experiencia traumática. Finalmente, la misma Barbara termina su relato diciendo que el cuerpo del Joker fue enterrado bajo las ruinas del Asilo Arkham y que las únicas personas que se enteraron de lo ocurrido aquella noche fueron el comisionado James Gordon, la doctora Leslie Thompkins, Dick Grayson y el mayordomo Alfred Pennyworth, quienes prometieron guardar el secreto de todo este incidente, por otro lado Bárbara también menciona que durante años el Joker los atormentó y traumo a todos para toda su vida y que su muerte solo lo intensificó aun más, por su parte y ya comprendiendo un poco el contexto de la situación, Terry le cuestiona a Bárbara que para él es de suponer que la novia del Príncipe Payaso del Crimen, Harley Quinn también pudo haber muerto en aquel incidente, pero Bárbara por su parte le menciona a Terry que en el caso de Harley Quinn, su cuerpo nunca fue encontrado tras aquella caída del acantilado en el que estaban colgadas tanto ella como Bárbara, pero si en el peor de los casos Harley hubiese sobrevivido a dicha caída, es muy poco probable de que ella ya sea un problema hoy en día. Posteriormente Terry le cuestiona sobre que fue lo que le pasó con Tim Drake después de ese incidente y esta le menciona que Tim estuvo en terapia bajo el cuidado de con la Dra. Thompkins y tardó más de un año ayudando a Tim, hasta que finalmente logró que este se recuperara de su locura casi al 100%, pero desafortunadamente nada volvió a ser igual, ya que a consecuencia de ese incidente, Bruce le prohibió a Tim volver a ejercer su papel como Robin, ya que este aun se sentía culpable de todo lo que había pasado y había jurado nunca jamás volver a poner en peligro a otro joven asistente y a pesar de que ellos no terminaron sus relaciones como héroes en los mejores términos, Tim al menos pudo volver a su vida normal como un civil.
Una vez enterado de toda la verdadera historia sobre lo que pasó con el Joker en el pasado, Terry decide ir a interrogar al adulto Tim Drake, quien ahora tiene una vida normal y esta casado y con dos hijos, donde pasa sus días trabajando como ingeniero en telecomunicaciones, pero este niega que se haya involucrado en el asunto, especialmente desde que se enteró del regreso del Joker. Mientras viaja en el Batimóvil, rápidamente Terry le cuestiona a Bárbara si todos ellos se alejaron muy disgustados y en no muy buenos términos de Bruce, pero Bárbara solo se limita a responderle a Terry que la vida para algunos en ciertas ocasiones les resulta difícil de sobrellevar, en especial para ellos después de sus días como súper héroes, pero también le sugiere a Terry que si tiene más dudas, puede ir a hablar Dick Grayson, ya que tal vez el pueda responderle algunas de las dudas que Terry tenga, pero este último por su parte decide girar sus sospechas hacia Jordan Price, el rival de Wayne en las Empresas Wayne, ya que según su intuición el no estaba muy complacido con el regreso de Bruce como CEO de la compañía y podría estar involucrado en cierta manera en el regreso del Joker, por lo que decide ir a buscarlo. Mientras tanto en el muelle de la ciudad, Price se dispone a tener un rato de diversión a bordo de su yate junto con su pareja Amy Price, pero al llegar a su habitación descubre que los Jokerz han dejado a Amy amordazada y atada a un poste en el muelle y con el yate en movimiento. En eso, Price les pregunta que es lo que quieren de él y los Jokerz le contestan que desean hablar de "negocios". Poco después, Terry llega hasta el yate y escucha toda la conversación de este con los Jokerz, revelando ser la persona responsable de dar los códigos de seguridad para que los Jokerz pudieran saquear el laboratorio de la compañía, pero justo en eso los Jokerz consideran que descuerdo a su jefe, estos no quieren dejar cabos sueltos así que su jefe les ordenó que amarraran a Price a una mesa del yate y le avisan al Joker que lo tienen apresado, por lo que el Príncipe Payaso les avisa a los Jokerz que se retiren de inmediato de la zona y el villano rápidamente presiona un botón que activa un misterioso temporizador, pero justo cuando estos se disponían a retirarse, súbitamente Terry entra por la ventana para encararlos por respuestas sobre el Joker, sin embargo los Jokerz rompen otra ventana y abandonan la embarcación dejando de momento a Terry y a Price en el yate, mientras estos huyen de la zona. Sin embargo antes de poder ir tras ellos, en ese momento una luz proveniente del cielo alumbra el yate, forzando a Terry en última instancia a rescatar a Price del yate y escapar rápidamente de la embarcación, antes de que el yate sea destruido poco después por un rayo gigante proveniente del cielo. Tras salvarlo, Terry deja a Price en el muelle a manos de la policía de Neo-Gotham City, los cuales proceden a arrestar a Price por su vinculación en los crímenes de cometidos por los Jokerz, gracias a la grabación que obtuvo Terry previamente en el yate, mientras que Price por su parte les exige llamar a su abogado para lo asista en el caso y momentos después los oficiales se lo llevan bajo custodia. De regreso en la Baticueva, Terry aún sigue pensando en quién podría ser responsable del regreso del Joker, pero poco después Bruce se aparece en el lugar en un estado casi deplorable. Ambos logran deducir que quien anda detrás del Joker es Tim Drake, ya que solo un experto en telecomunicaciones de su propia talla podía usar tecnología robada para controlar los satélites de defensa y así disparar rayos contra la Tierra.
Terry, tras escapar de una trampa puesta por el Joker y de ser perseguido por el rayo de su satélite alrededor de Neo-Gotham City y logra escapar del ataque, para posteriormente encontrar el escondite del Joker ubicado en una fábrica de caramelos abandonada en donde es recibido por los Jokerz los cuales derrota con suma facilidad. Una vez adentro encuentra a Tim Drake tirado en el suelo, medio confundido. Sin embargo, aunque Bruce sabe que Tim dice la verdad sobre no saber a dónde se fue el Joker, Terry empieza a sospechar sobre el comportamiento de él. Finalmente, Tim inmoviliza a Terry y le pide a Bruce prestar mucha atención de lo que ocurre luego, donde momentos después Tim empieza a reírse histéricamente y termina por transformarse en el Joker frente a la mirada atónita de Terry, ya que este villano le revela que su conciencia y apariencia las transfirió al cuerpo de Drake por medio de un microchip genético mientras lo tenía cautivo en su momento (creado con tecnología genética también robada) con el ADN del Joker, con lo que toda su persona se encuentra dormida y dentro del subconsciente de Tim Drake. Cuando el chip toma el control del cuerpo de Drake, se transforma en el Joker, donde también explica que cuando le puso el chip a Drake al principio podía controlarlo por períodos cortos de tiempo; pero con el paso de los años este tiempo de control fue aumentando gradualmente, de tal forma que 40 años después este chip ya podía controlar completamente el cuerpo de Drake.
Cuando el Joker dirige el rayo a la Mansión Wayne, Terry envía a Ace (el perro de Wayne) a atacar al Joker, haciendo que el rayo cambie de objetivo y se dirija a la fábrica. Terry y el Joker pelean, y en medio de ella, Terry le empieza a hacer juegos mentales al Joker, logrando desquiciar al villano, lo que concluye en la destrucción del chip del cuerpo de Drake y la destrucción definitiva del Joker para siempre. Terry logra escapar con Ace y Tim Drake antes de que el rayo del satélite destruya la fábrica. Por otro lado, en la cárcel, se revela que dos secuaces del Joker, las Dee-Dees, son las nietas gemelas de una anciana Harley Quinn, quien resultó que no murió en su combate con Batgirl y aparece liberándolas a ambas bajo fianza mientras se lamenta por lo decepcionada que está con ellas. La película termina con una reunión de Bruce, Tim y Bárbara reunidos en el hospital, mientras que Terry se pone el traje una vez más y vuela sobre Neo-Gotham City.

## Escenas censuradas
En Estados Unidos hicieron dos versiones de la película, la versión censurada y la versión sin censura. El doblaje latino se basó en la versión censurada, es decir que sufrió de censura, mientras que el doblaje de España se basó en la versión sin censura, por lo que esta versión solo puede verse con audio español europeo en dicha lengua.
- Deedee y Deedee fingen estar asustadas cuando Batman ataca, pero luego le causan un choque eléctrico, y lo patean varias veces.
- Originalmente, el Joker le dispara gas venenoso a Bonks, y les pregunta a los Jokerz si van a continuar. Cuando Bonks está muerto, le pide a las Deedees que tiren el cuerpo de Bonks.
- En varias escenas, los personajes no usan cinturón de seguridad, pero en la versión normal, lo usan para fomentar la seguridad.
- En una escena, las palabras «HA HA HA» originalmente estaban escritas de rojo, pero se cambió el color a morado ya que daba la impresión de que era sangre.
- Mientras Batman y Batgirl buscan a Robin, Batgirl originalmente le enseñaba la foto de Robin a dos prostitutas.
- Cuando el Joker ata a Batman, originalmente se libra con un cuchillo el cual le lanza al Joker pero lo evita.  Aun así, en ambas versiones se ve la cortina rota al fondo.
- Cuando Joker le enseña una película a Batman sobre cómo torturó a Tim Drake, se elimina la escena donde dice «Voy a empezar con cómo pelé las capas de la mente del niño». También se elimina la escena en la que el Joker electrocuta a Robin.
- Cuando Batman golpea al Joker, se elimina la sangre en la boca de este.
- Se elimina la escena en la que el Joker le clava el cuchillo a Batman en la pierna. También se borra la sangre de ambos en la boca.
- Cuando el Joker muere, originalmente le dice a Tim «Haz que papá este orgulloso, dale el tiro de gracia». Tim se empieza a reír dudando a quién le dispara, luego Batman dice «Tim». Tim termina disparando al Joker y clavándole la bandera mientras Joker dice «Esto no es divertido, esto no es...» Cuando Batgirl llega y ve lo que ocurrió, Tim está riendo pero luego empieza a llorar. Al ser violento, se hizo otra versión.

En la versión censurada, el Joker muere electrocutado y no llegamos a ver la escena, solo se oye el sonido de la electricidad y los gritos del Joker. 
- Originalmente, Bárbara dice que Tim se recuperó al encontrar un doctor que le ayudó a recuperar su salud mental. En varios diálogos se elimina la palabra «matar».
- Batman destruye un cine con un láser. Cuando se eliminó esa escena, solo destruye un edificio común. También se elimina una escena en la que el láser destruye un parque.
- En la escena final, la abuela de las Deedees se viste de color rojo y negro, pero originalmente se vestía de azul y violeta. Quizá se cambió el color para dar la impresión de que era Harley Quinn para dar a conocer que no murió en su batalla con Batgirl.
- Un diálogo del Joker fue cambiado. Originalmente decía «Al fin, después de tantos sueros y descargas, el muchacho compartió sus secretos conmigo». Tim, al recordar que acabó con el Joker, originalmente dijo «Lo maté» pero se cambió por «Lo hice».

## Reparto
| Inglés: - Will Friedle: Terry McGinnis/Batman - Kevin Conroy: Bruce Wayne/Batman - Mark Hamill: Joker, Jordan Price - Angie Harmon: comisaría Barbara Gordon - Dean Stockwell: ingeniero en Comunicaciones Tim Drake - Teri Garr: sra. Mary McGinnis - Arleen Sorkin: Dra. Harleen Quinzel/Harley Quinn - Tara Strong: Batgirl - Mathew Valencia: Robin - Melissa Joan Hart : Delia & Deidre Dennis/Dee-Dee - Don Harvey: Charles Buntz/Chucko - Michael Rosenbaum: Stewart Carter Winthrop III/Ghoul - Henry Rollins: Benjamin «Ben» Knox/Bonk - Rachael Leigh Cook: Chelsea - Natalie Rushman: Selina Kyle / Catwoman - Frank Welker: Woof el Hombre Hiena, Ace the Batdog - Lauren Tom: Dana Tan - Mary Scheer: Sra. Drake - Vernee Watson-Johnson: Sra. Joyce Carr | Español - Hispanoamérica: - Kaihiamal Martínez: Terry McGinnis/Batman - Framk Maneiro: Bruce Wayne/Batman - Rubén León: Joker - Claudia Nieto: comisaría Barbara Gordon / Batgirl - Yensi Rivero: dra. Harleen Quinzel/Harley Quinn |